# Metal on Metal
Albums de Anvil
Hard 'N' Heavy Forged in Fire
(1982)
Metal on Metal est le deuxième album du groupe de heavy metal canadien Anvil, sorti en 1982.

## Liste des chansons de l'album
1. Metal on Metal
2. Mothra
3. Stop Me
4. March of the Crabs
5. Jackhammer
6. Heat Sink
7. Tag Team
8. Scenery
9. Tease Me, Please Me
10. 666